# Coupe du monde masculine de volley-ball 2015
Navigation
Coupe du monde 2011 Coupe du monde 2019
La Coupe du monde de volley-ball masculin s'est déroulée au Japon, du 8 septembre au 23 septembre 2015.

## Formule de compétition
La Coupe du monde de volley-ball regroupe 12 équipes.
Les matches sont disputés en Round Robin. Chaque équipe rencontre les autres (au total, 11 matches par équipe).
Les 2 premières équipes se qualifient pour les Jeux olympiques d'été de 2016.

## Équipes présentes
| Équipe     | Qualifiquation                             |
| ---------- | ------------------------------------------ |
| Japon      | Pays hôte                                  |
| Canada     | 1er du Championnat d'Amérique du Nord 2015 |
| États-Unis | 2e du Championnat d'Amérique du Nord 2015  |
| Venezuela  | 1er des qualifications sud-américaines     |
| Argentine  | 2e des qualifications sud-américaines      |
| Australie  | 1er équipe asiatique au classement FIVB    |
| Iran       | 2e équipe asiatique au classement FIVB     |
| Égypte     | 1er du Championnat d'Afrique 2015          |
| Tunisie    | 2e du Championnat d'Afrique 2015           |
| Italie     | 1er équipe européenne au classement FIVB   |
| Russie     | 2e équipe européenne au classement FIVB    |
| Pologne    | Champion du monde 2014                     |

## Compétition

### 1ertour
Le premier tour se déroule du 8 au 13 octobre sur deux sites, Hiroshima à l'Hiroshima Green Arena et Hamamatsu à l'Hamamatsu Arena.
- Hiroshima

- Hamamatsu

### 2etour
Le second tour se déroule du 16 au 18 octobre sur deux sites, Osaka au Gymnase municipal d'Osaka et Toyama au Toyama City Gymnasium (en).
- Osaka

- Toyama

### 3etour
Le troisième tour se déroule du 21 au 23 octobre à Tokyo au Gymnase olympique de Yoyogi.                         

### Classement final
Les États-Unis remportent la compétition, l'Italie et la Pologne complètent le podium.
| #  | Équipe         | Pts | J  | G  | Gt | Pt | P | Sp | Sc | Ratio | Pp   | Pc  | Ratio |
| 1  | États-Unis (Q) | 30  | 11 | 10 | 0  | 0  | 1 | 31 | 6  | 5.167 | 899  | 746 | 1.205 |
| 2  | Italie (Q)     | 29  | 11 | 9  | 1  | 0  | 1 | 30 | 8  | 3.75  | 918  | 780 | 1.177 |
| 3  | Pologne        | 29  | 11 | 9  | 1  | 0  | 1 | 31 | 11 | 2.818 | 1011 | 884 | 1.144 |
| 4  | Russie         | 23  | 11 | 7  | 1  | 0  | 3 | 25 | 12 | 2.083 | 885  | 794 | 1.115 |
| 5  | Argentine      | 21  | 11 | 6  | 1  | 1  | 3 | 26 | 16 | 1.625 | 985  | 922 | 1.068 |
| 6  | Japon          | 16  | 11 | 4  | 1  | 2  | 4 | 21 | 21 | 1     | 928  | 934 | 0.994 |
| 7  | Canada         | 13  | 11 | 3  | 2  | 0  | 6 | 18 | 22 | 0.818 | 886  | 940 | 0.943 |
| 8  | Iran           | 12  | 11 | 3  | 1  | 1  | 6 | 16 | 24 | 0.667 | 905  | 893 | 1.013 |
| 9  | Australie      | 12  | 11 | 3  | 1  | 1  | 6 | 15 | 24 | 0.625 | 931  | 925 | 1.006 |
| 10 | Égypte         | 8   | 11 | 1  | 1  | 3  | 6 | 13 | 30 | 0.433 | 889  | 976 | 0.911 |
| 11 | Venezuela      | 3   | 11 | 0  | 1  | 1  | 9 | 8  | 32 | 0.25  | 815  | 981 | 0.831 |
| 12 | Tunisie        | 2   | 11 | 0  | 0  | 2  | 9 | 5  | 33 | 0.152 | 747  | 924 | 0.808 |

(Q) : Qualifié pour les Jeux olympiques 2016.

## Distinctions individuelles
- MVP :  Matt Anderson
- Meilleur marqueur :  Matt Anderson
- Meilleur attaquant :  Ivan Zaytsev
- Meilleur contreur :  Sebastián Solé et  Mohammad Mousavi
- Meilleur serveur :
- Meilleur passeur :  Micah Christenson
- Meilleur réceptionneur :  Osmany Juantorena et  Yūki Ishikawa
- Meilleur libéro :  Erik Shoji